# Šahname
Šahname (perzijsko شاهنامه, dobesedno »Knjiga kraljev«) je obsežen junaški ep, ki ga je okoli leta 1000 n. št. napisal perzijski pesnik Firduzi. Ep, ki vsebuje 60.000 stihov je začel pisati pesnik Dakiki, ki pa je bil po vsega 1000 napisanih stihih ubit. Njegovo delo je dokončal Firduzi, ki je s pisanjem začel leta 977, ep pa je končal 8. marca 1010. Pripoveduje zgodbo o mitski in dejanski zgodovini Irana od stvarjenja sveta do muslimanskega zavzetja Perzije v 7. stoletju. Poleg zgodovinskih dogodkov izpričuje kulturne vrednote, vero (Zaratustrstvo) in nacionalni čut antičnih Perzijcev. Pomemben je tudi, ker je napisan v skoraj čisti perzijščini brez izposojenk iz arabščine, zato je igral ključno vlogo pri očiščenju jezika arabskega vpliva.
Glavni lik epa je mitološki heroj Rustam, princ Zabulistana, ki se je boril v mnogih bitkah proti iranskim sovražnikom Turancem.
Danes je Šahname iranski narodni ep in temelj perzijske kulture in jezika v Iranu, Afganistanu in Tadžikistanu.